# Occallatibacter
Occallatibacter es un género de bacterias gramnegativas de la familia Acidobacteriaceae. Fue descrito en el año 2016. Su etimología hace referencia a bacteria con envuelta gruesa. Son bacterias aerobias, móviles y con cápsula. Catalasa positiva y oxidasa negativa. Suelen formar colonias de coloración rosada. Se encuentran en suelos arenosos como en la sabana. 

## Taxonomía
Actualmente existen dos especies descritas:
- Occallatibacter riparius
- Occallatibacter savannae